# Pjotr-Iljitsch-Tschaikowski-Denkmal
Das Pjotr-Iljitsch-Tschaikowski-Denkmal ist eine vom Bildhauer Nikolai Makarowitsch Suchodolow geschaffene Bronzeskulptur, die den russischen Komponisten Pjotr Iljitsch Tschaikowski (1840–1893) darstellt und in der ukrainischen Stadt Trostjanez steht.

## Geschichte
Im Jahr 1964, genau einhundert Jahre nach Tschaikowskis Aufenthalt in Trostjanez, wurde ihm zu Ehren dort ein Denkmal errichtet. Tschaikowski hatte in einer Residenz des Adelsgeschlechts Galitzin als 24-Jähriger sein Werk Der Sturm (Fantasie in f-Moll, op. 18) komponiert, das auf Shakespeares gleichnamigem Schauspiel basiert. Die überlebensgroße Skulptur wurde nach einem Entwurf von Nikolai Makarowitsch Suchodolow geschaffen, der im selben Jahr auch an dem monumentalen Lenindenkmal in Saporischschja mitwirkte. Architekt der Anlage in Trostjanez war A. I. Dejneka. Das Denkmal gilt als einzige Ganzkörperdarstellung Tschaikowskis in der Ukraine.
Die Plastik wurde im Jahr 1984 restauriert und der Park, in dem sie steht, in Tschaikowski-Park (ukrainisch Парк Чайковського) umbenannt. In der Liste der Objekte des kulturellen Erbes von lokaler Bedeutung – Denkmäler der Monumentalkunst der Region Sumy (ukrainisch Перелік об’єктів культурної спадщини місцевого значення – пам’ятки монументального мистецтва Сумської області) ist das Tschaikowski-Denkmal mit der Nummer 1729 eingetragen und aufgrund der Renovierung mit dem Entstehungsjahr 1984 angegeben.
Während des russischen Überfalls auf die Ukraine wurden 2022 viele Kulturstätten in Trostjanez zerstört oder stark beschädigt, so auch das Tschaikowski-Denkmal, das durch Bombensplitter in Mitleidenschaft gezogen wurde. Eine genaue Schadensanalyse sowie eine Reparatur sind erst später möglich.

## Beschreibung
Die überlebensgroße Skulptur besteht aus Bronze. Tschaikowski steht aufrecht und blickt ernst nach vorn. Er ist mit einem Anzug mit Gehrock und Weste bekleidet. In der rechten Hand hält er einen Halbzylinder. Die Statue steht auf einer Basisplatte, unter der sich ein niedriger quadratischer Steinsockel befindet. In der Nähe des Denkmals ist eine Tafel angebracht, die Informationen zum Komponisten und zum Standbild enthält.